# Фор Мајл Роуд (Аљаска)
Фор Мајл Роуд (енгл. Four Mile Road) насељено је место без административног статуса у америчкој савезној држави Аљаска.

## Демографија
По попису из 2010. године број становника је 43, што је 5 (13,2%) становника више него 2000. године.
| Група             | 2000.      | 2010.      |
| Белци             | 28 (73,7%) | 23 (53,5%) |
| Афроамериканци    | 0 (0,0%)   | 0 (0,0%)   |
| Азијати           | 0 (0,0%)   | 1 (2,3%)   |
| Хиспаноамериканци | 0 (0,0%)   | 0 (0,0%)   |
| Укупно            | 38         | 43         |